# Camille Pic
Camille Pic (* 5. Dezember 1876 in Allan; † 26. November 1951 in Valence) war ein französischer Geistlicher.

## Leben
Am 7. Juli 1901 wurde er zum Priester für das Bistum Valence geweiht. Papst Pius XI. ernannte ihn am 17. Dezember 1928 zum Bischof von Gap. Désiré Marie Hippolyte Paget, Bischof von Valence, weihte ihn am 12. März 1929 in Valence zum Bischof. Mitkonsekratoren waren René-Pierre Mignen, Bischof von Montpellier, und Jean-Bapiste-Auguste Gonon, Bischof von Moulins. Am 16. August 1932 ernannte der Papst ihn zum Bischof von Valence.
Bischof Pic gehörte zu den französischen Prälaten, die 1942 öffentlich gegen die Deportation der Juden protestierten.